# Sorellophrynus carbonarius
Genre
Synonymes
- Protophrynus Petrunkevitch, 1913 nec Pomel, 1853

Espèce
Synonymes
- Protophrynus carbonarius Petrunkevitch, 1913

Sorellophrynus carbonarius, unique représentant du genre Sorellophrynus, est une espèce fossile d'amblypyges du sous-ordre des Paleoamblypygi.

## Distribution
Cette espèce a été découverte aux États-Unis en Illinois dans la formation de Mazon Creek. Elle date du Carbonifère.

## Publications originales
- Petrunkevitch, 1913 : A monograph of the terrestrial Palaeozoic Arachnida of North America. Transactions of the Connecticut Academy of Arts and Sciences, vol. 18, p. 1-137.
- Harvey, 2002 : Nomenclatural notes on Solifugae, Amblyppygi, Uropygi and Araneae (Arachnidda). Records of the Western Australian Museum, vol. 20, p. 449-459.